# Bonsai

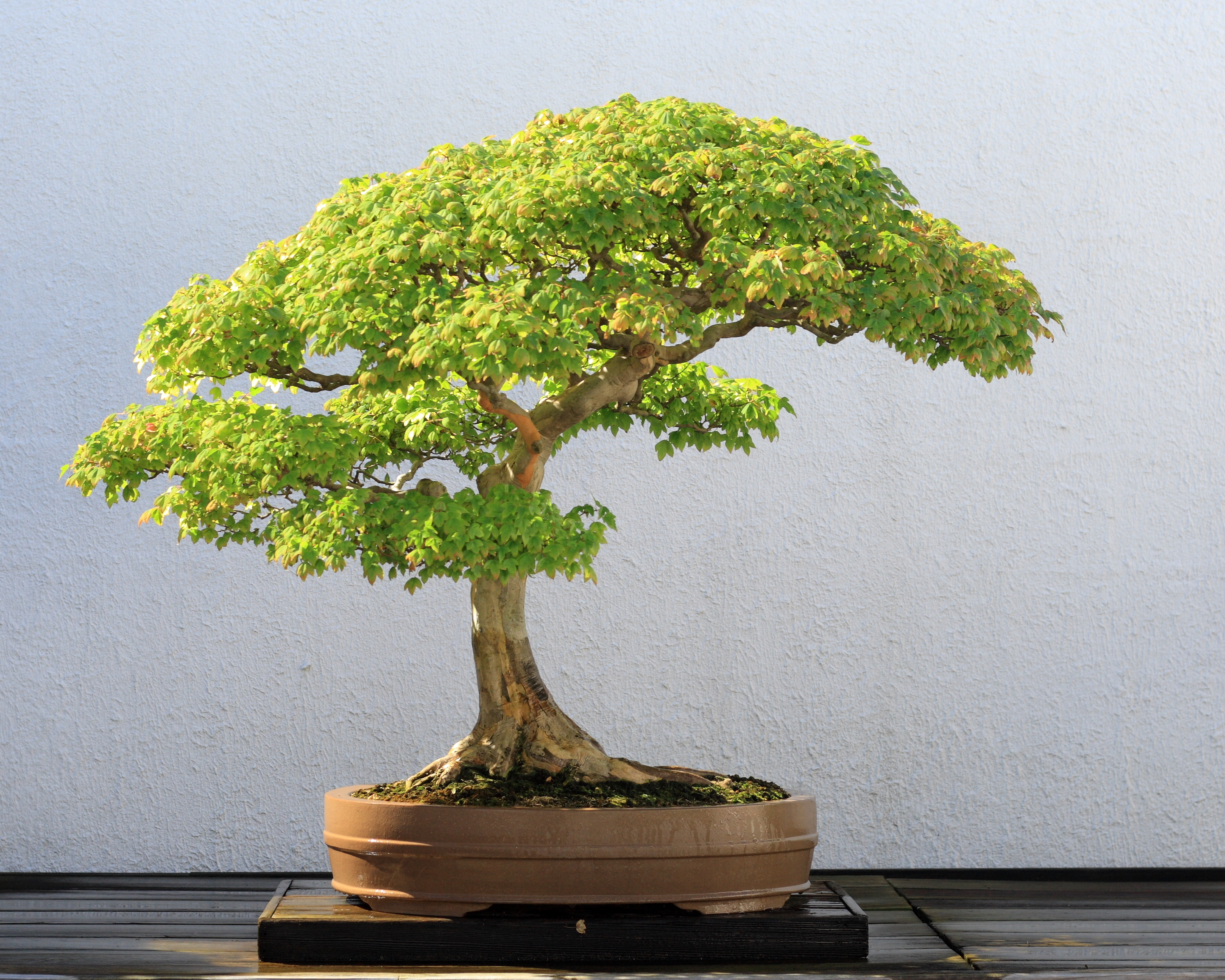
Một cây bonsai được tạo hình từ cây phong đinh ba từ năm 1895.

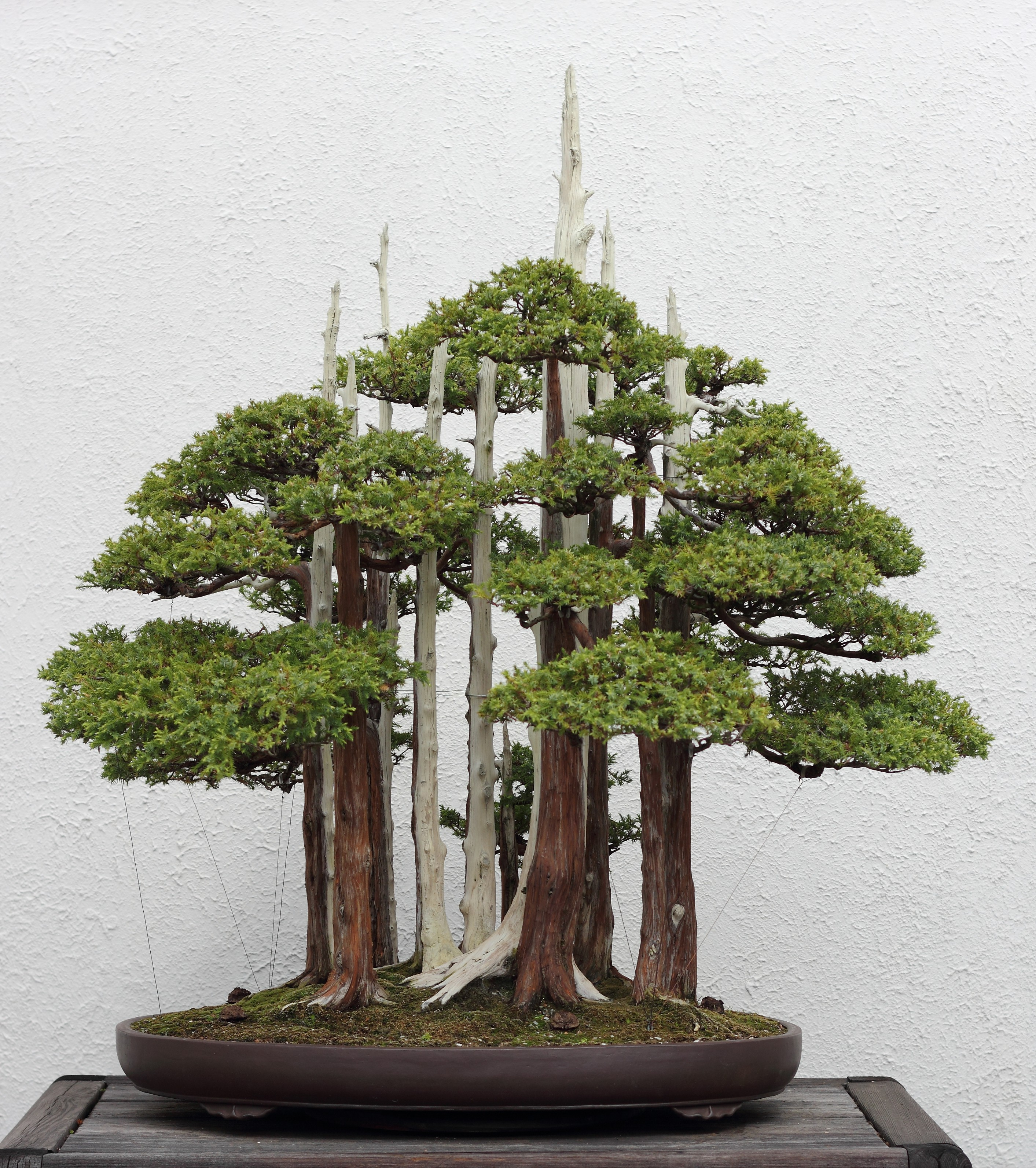
Bonsai nổi tiếng Goshin (en) được tạo hình từ 11 cây tùng sà, từ năm 1948

Bonsai (tiếng Nhật: 盆栽; Hán-Việt: bồn tài, nghĩa là "cây con trồng trong chậu") hay còn gọi dân dã là Chậu kiểng hay chậu cây kiểng là loại cây cảnh nhỏ có dáng cổ thụ trồng trong chậu cảnh.

## Lịch sử
Nghệ thuật bonsai có nguồn gốc từ Trung Quốc, sau đó nó được phổ biến sang Nhật Bản và Hàn Quốc khi họ phát hiện trên núi có các cây nhỏ mọc hoang dã giống cây cổ thụ, có sức sống mãnh liệt trong mọi điều kiện khó khăn, sau đó người ta đem nó về trồng trong chậu nhỏ và cắt tỉa, uốn sửa tạo dáng cho đẹp hơn. Nghệ thuật này được gọi là Penjing (盆景, Bồn cảnh hay còn gọi là Hòn non bộ).

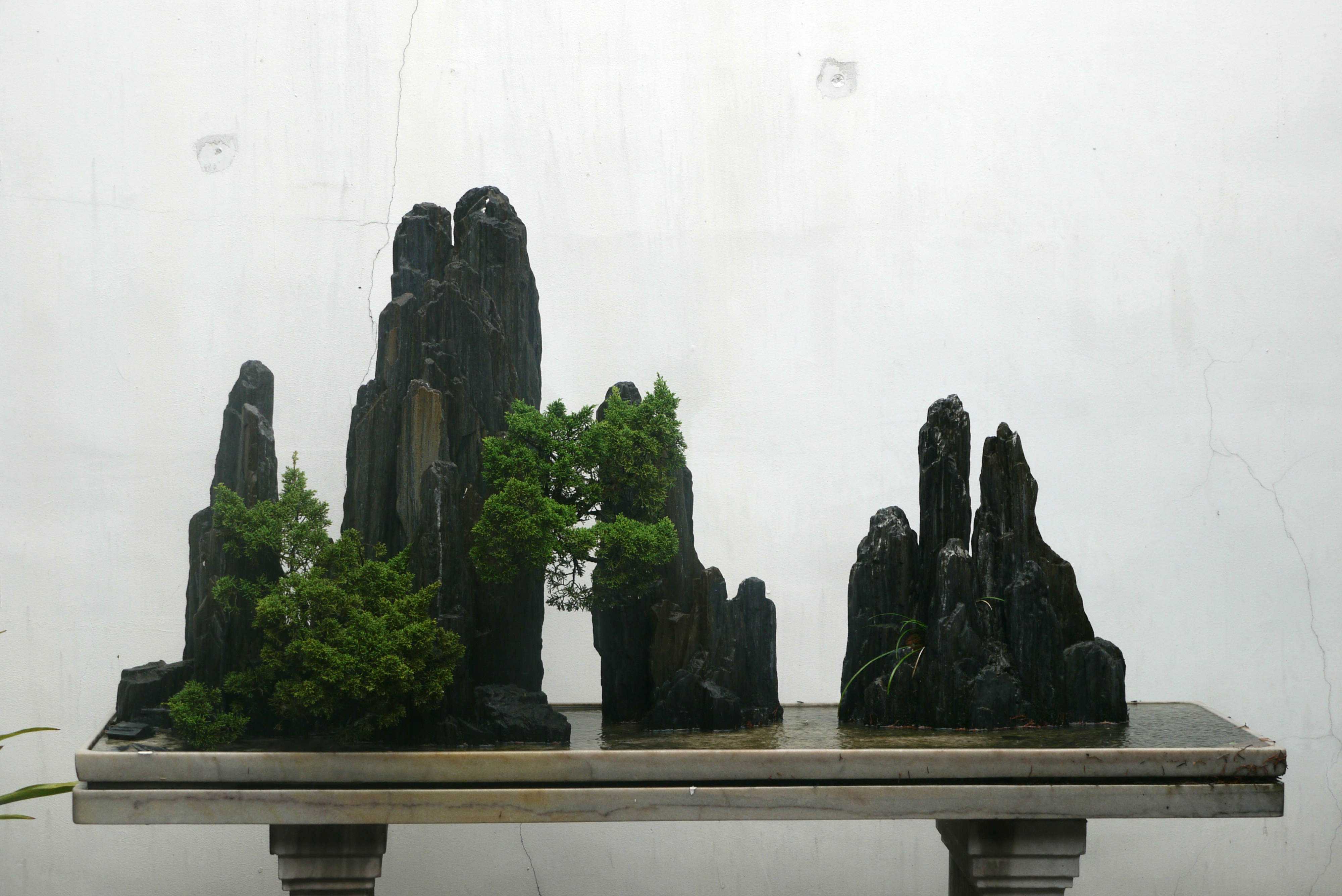
Một mẫu vật trong phong cách Penjing, bồn cảnh hay là Phong cảnh Hòn non bộ

Bonsai có vị trí đặc biệt trong cộng đồng cư dân sống tại Trung Hoa  và những người Hoa sống ở Đài Loan, Thái Lan và Singapore. Những nghệ nhân bậc thầy về bonsai của Trung Quốc ngày nay vẫn tạo ra sự khác biệt giữa nghệ thuật bonsai và nghệ thuật bồn cảnh. 
Nghệ thuật bồn cảnh xuất hiện từ thời kỳ đầu của nhà Hán (khoảng năm 206 TCN đến năm 220). Một trong những truyền thuyết của Trung Quốc cho rằng vào thời này, có vị hoàng đế đã tạo ra phong cảnh trong sân vườn của ông với núi đồi, thung lũng, sông hồ, cây cối. Nơi này miêu tả cho cảnh vật trong đế quốc của ông và ông có thể ngắm toàn bộ "vương quốc" thu nhỏ của mình qua khung cửa sổ. Phong cảnh nghệ thuật này chỉ mình ông sở hữu và cấm mọi người ngắm nhìn. Đây chính là truyền thuyết nói về nghệ thuật tạo hình cây cối, nhà cửa, con người, thú vật ở Trung Quốc.
Còn nói về bonsai, có truyền thuyết cho rằng vào triều đại nhà Tần (năm 221 TCN đến năm 226 TCN), Đào Uyên Minh (còn gọi là Đào Tiềm) là một nhà thơ nổi tiếng và là quan chức có vị trí cao trong xã hội. Ông đã mệt mỏi với công việc triều chính, về ở ẩn tại một nơi hoang vắng và thanh tĩnh. Tại đây ông bắt đầu trồng cây hoa cúc vào trong chậu. Đây là bước khởi đầu của việc trồng cây trong chậu.
Năm 1972, người ta phát hiện ra cây bonsai trong hầm mộ của hoàng tử Zhang - huai (đời nhà Đường, từ năm 618 đến năm 907). 
Năm 1000, vào triều đại nhà Tống, có những bài thơ miêu tả bồn cảnh và nhiều tài liệu dạy cách tạo ra tác phẩm bonsai. 
Vào triều đại nhà Nguyên (từ năm 1280 đến năm 1368), những vị bộ trưởng và thương gia người Nhật đã đưa những cây bonsai từ Trung Quốc về Nhật Bản, xem nó như là những món quà tặng. 
Cuối triều đại nhà Minh, Chu Shun - sui, một vị quan Trung Quốc, vì không chịu được luật lệ hà khắc đã bỏ trốn sang Nhật. Khi đi ông đã mang theo toàn bộ tuyển tập cây cảnh. Ông đã góp phần quảng bá nghệ thuật cây cảnh ở Nhật Bản. Thời ấy Nhật Bản đã tạo ra một cách riêng trong việc trồng bonsai. Đây là một nghệ thuật dành cho giới quý tộc, đó là giới samurai và đến cuối thế kỷ mới trở thành sở thích của mọi tầng lớp trong xã hội Nhật Bản.
Vào triều đại nhà Thanh (từ năm 1644 đến năm 1911) bồn cảnh và bonsai trở thành sở thích của tất cả các tầng lớp trong xã hội Trung Quốc.
Năm 1879, người Nhật đã giới thiệu bonsai đến hội chợ thế giới tại Paris rồi tới London vào năm 1909. 
Năm 1989, nghệ thuật bonsai đã phát triển đến giai đoạn phổ thông trên khắp thế giới.

## "Bonsai bay"

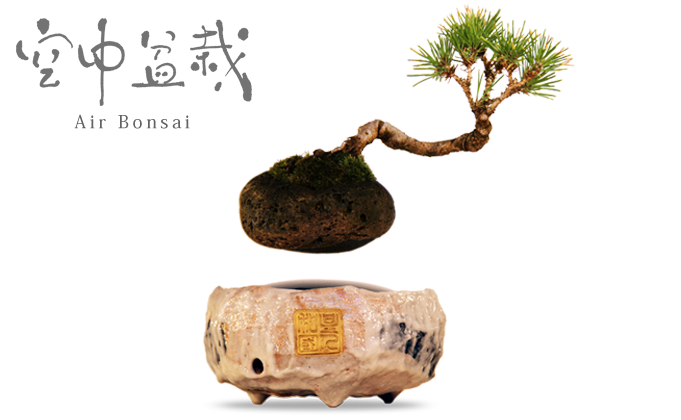
Bonsai bay (Air bonsai)

Từ năm 2016, những nhà phát minh của Nhật Bản đã có một quyết định táo bạo và độc đáo khi kết hợp công nghệ cao với nghệ thuật để tạo ra cây cảnh (bonsai) bay (Air bonsai) đầu tiên trên thế giới. Bầu cây được đặt trên một chậu cảnh có từ tính đặc biệt giúp nó cân bằng trong không khí, lơ lửng trong trạng thái không trọng lực và thậm chí có thể xoay vòng tại chỗ.
Air Bonsai là một loại cây cảnh mang phong cách bonsai truyền thống nhưng có kích thước nhỏ hơn. Nó sử dụng từ tính để giúp cây lơ lửng và xoay trên không trung. Sáng tạo này ra đời nhờ những cục nam châm. Phần dưới là một bộ phận năng lượng, phần trên được gọi là bóng nổi gọi là "Little Star". Cả hai bộ phận đều được gắn nam châm, lợi dụng từ trường của hai cực đối nghịch nhau của nam châm mà "Little Star" có thể nổi và chứa những cây bonsai lơ lửng.

## Ý nghĩa

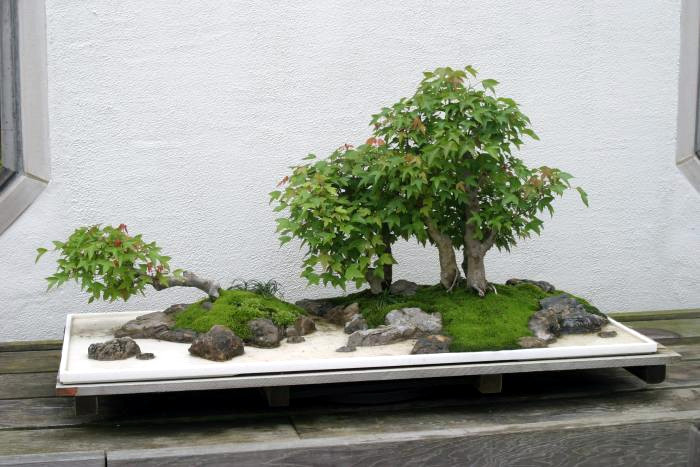
Tiểu cảnh từ nhiều cây bonsai. Còn gọi là nghệ thuật Saikei (栽景) tạo cảnh quan kết hợp cây sống thu nhỏ với đất, đá, nước và thảm thực vật có liên quan

Bonsai là một loại cây cảnh đẹp để trưng bày và thưởng ngoạn ở trong nhà hoặc ngoài sân, nhưng ý nghĩa sâu xa và là cái thú của người chơi là động viên con người phải sống mạnh mẽ giống như cây bonsai đã sống, nó còn giúp ta kiên nhẫn hơn và khéo léo hơn. Mỗi cây bonsai lại ẩn chứa một ý nghĩa tiềm tàng trong nó mà người tạo tác muốn biểu lộ thông qua dáng cây, gố rễ, cành lá, hoa...

## Cấu phần cây bonsai

### Thân chính
Dựa vào đặc điểm của thân chính, người ta chia thân bonsai ra làm 11 loại chính gồm:
1. Thân thẳng

Đặc điểm: thân thẳng, trọng tâm ở gốc, ngọn hướng thẳng lên trời, bao gồm các kiểu:
- Kiểu thô kệch: thân ngắn, đường kính gốc lớn.

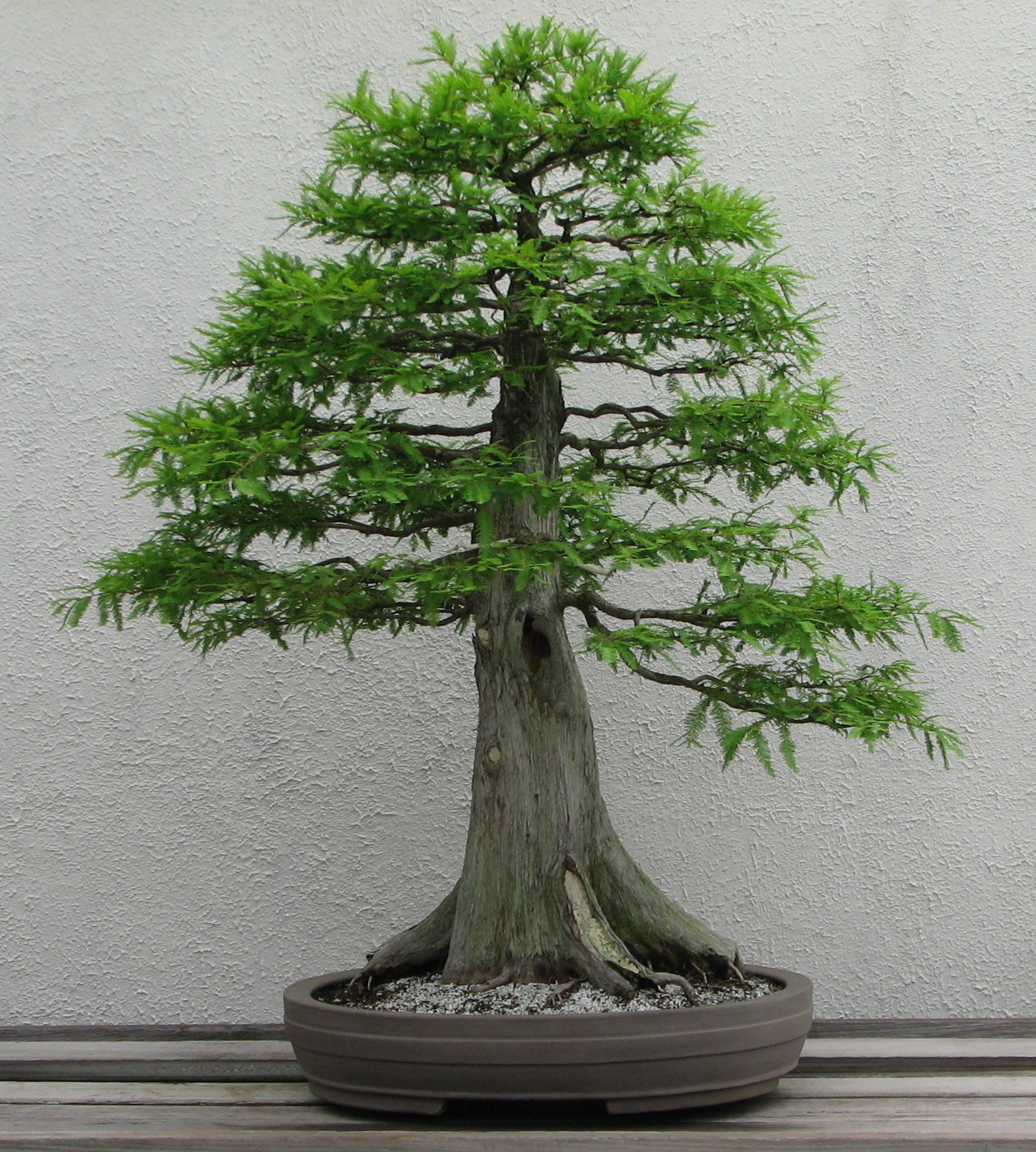
Loại Chokkan, tại Vườn nghiên cứu Quốc gia Hoa Kỳ ở Washington D.C.

## Các loại dáng cây cơ bản

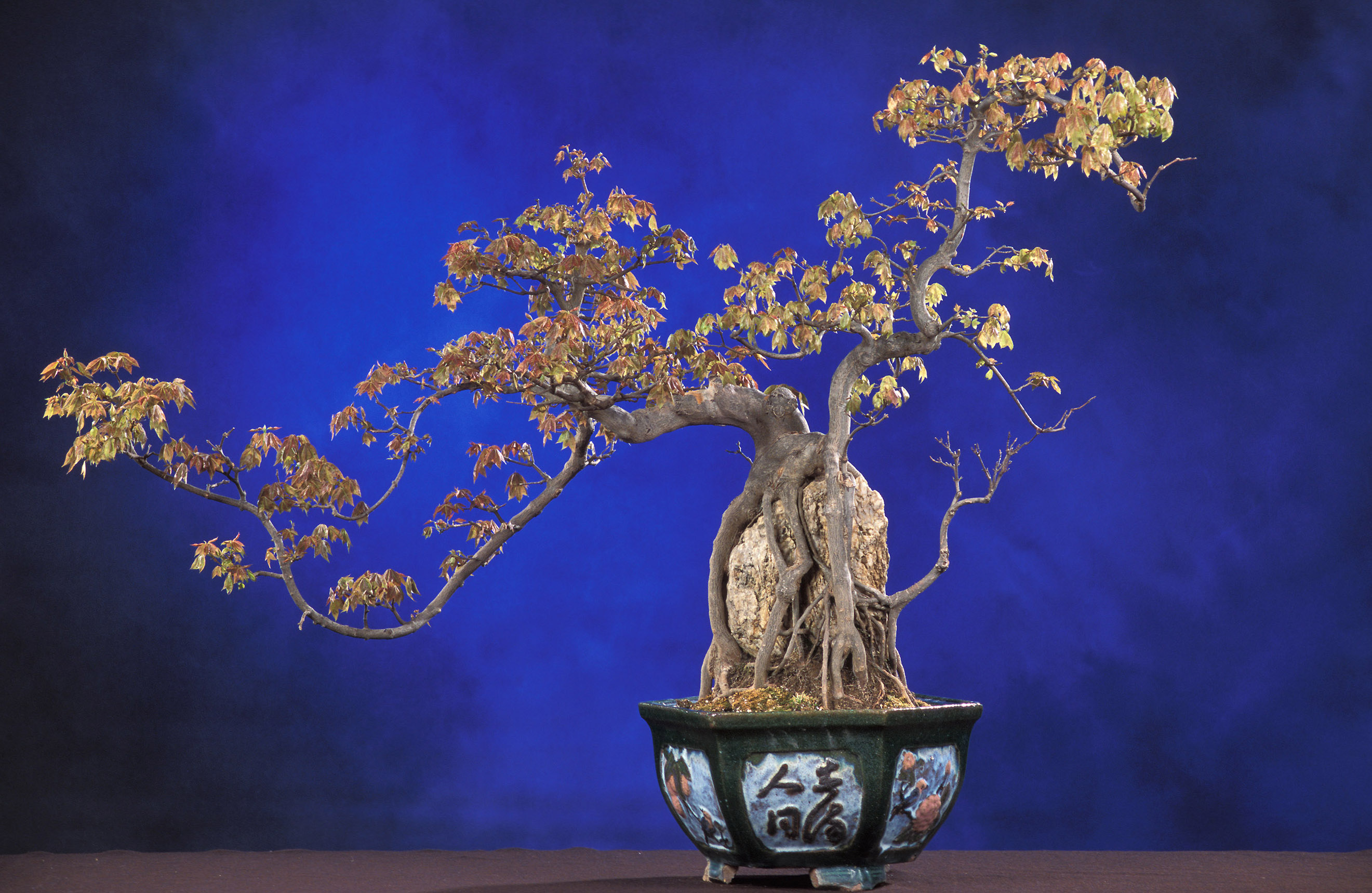
Loại Sekijoju, tại Vườn nghiên cứu Quốc gia Hoa Kỳ

Trên thế giới, người ta chia bonsai thành bốn nhóm:
- Cây cao dưới 15 cm là loại bonsai rất nhỏ (bonsai mini)
- Cây cao từ 16 đến 30 cm là loại bonsai nhỏ
- Cây cao từ 31 đến 60 cm là loại bonsai trung bình
- Cây cao trên 60 cm là loại bonsai lớn

Loại dưới 15 cm là "mini bonsai", thường được trồng trong chậu nhỏ và trưng bày trong nhà. Còn loại trên 60 cm là cây trồng trong chậu đặt ở sân vườn hoặc trước hàng hiên nhà.
Ban đầu, chỉ có 5 thế bonsai cơ bản là: thẳng đứng (Chokkan), thẳng đứng phóng khoáng (Moyogi), nghiêng (Shakan), thác đổ (Kengai) và nửa thác đổ (Han Kengai ). Về sau, người ta phát triển thành nhiều thế khác như: rễ phủ trên đá (Sekijoju), rễ trong đá (Ishizuke), chổi (Hokidachi ), bạt phong (windswept), song thụ và tam thụ (Ikadabuki), thế lùm (clump style), văn nhân (bunjin-gi), thế cành rủ (weeping style), thế gỗ mục (dead wood) và nhóm cây hay rừng (Yose Uye)...
Để có những cây bonsai giá trị, người ta thường dựa vào các yếu tố sau:
- Cây phải trổ nhiều hoa và hoa phải có màu sắc đẹp
- Lá xanh mướt, bóng; lá càng nhỏ càng tốt
- Thân cây phát triển kiểu "đầu voi đuôi chuột" (phần góc lớn hơn phần ngọn). Một cây có thân suôn đuột, đường kính gốc và phần ngọn không chênh lệch nhau nhiều thì không thể làm thành cây bonsai
- Cành, nhánh phải phân chi rõ ràng, phù hợp với một loại dáng thế nào đó đã định trước. Cành, nhánh phải mọc được những chồi non tốt
- Vỏ cây phải thu hút được cái nhìn của người thưởng ngoạn (càng sần sùi, lộ vẻ già nua càng tốt)
- Bộ rễ dày, to, gân guốc nằm lộ khoảng 1/3 trên mặt chậu

Những yếu tố nêu trên kết hợp hài hòa với nhau sẽ tạo ra một cây bonsai lý tưởng (nếu có dáng thế phù hợp).

## Hình ảnh

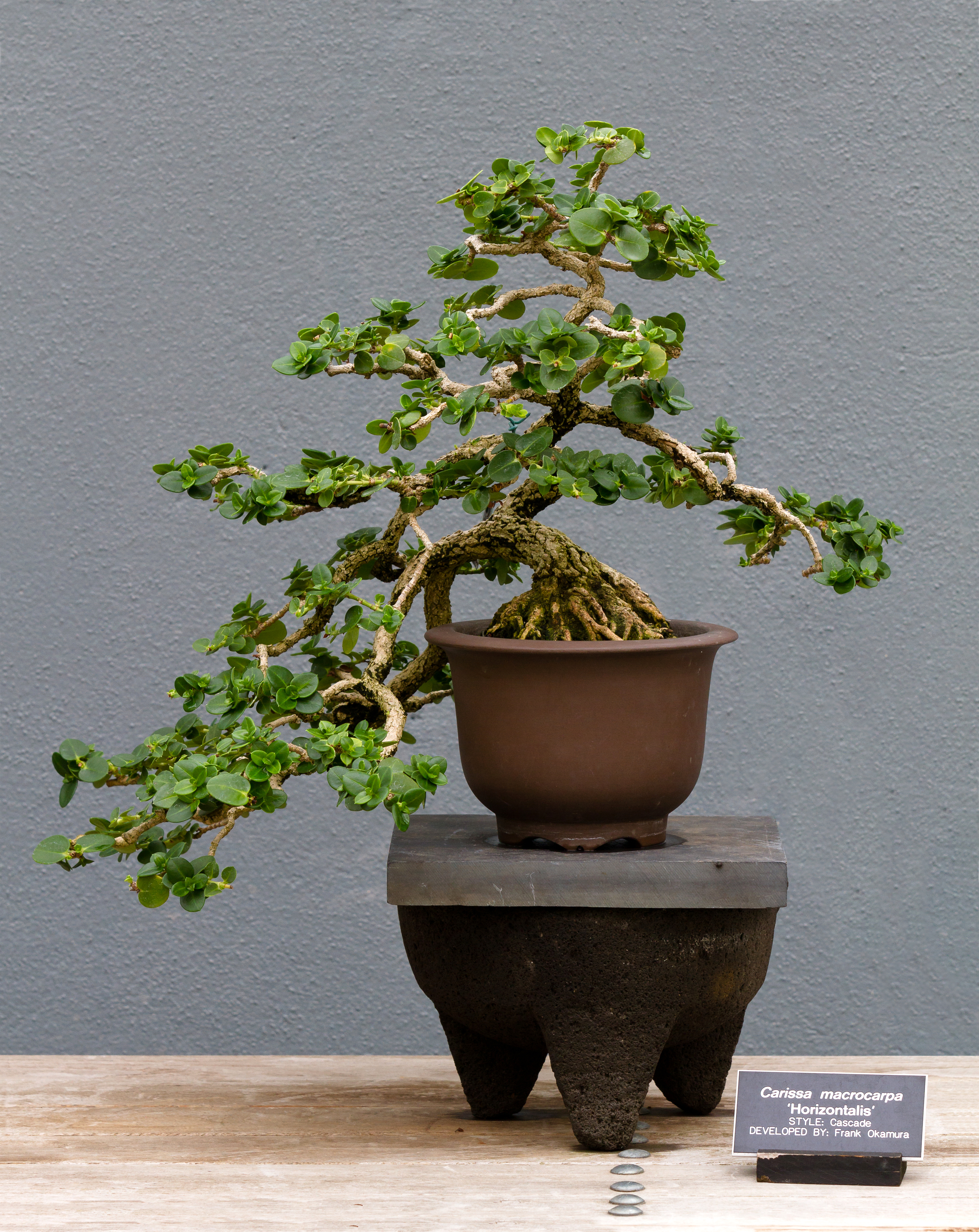
Một cây Carissa macrocarpa được trồng làm bonsai.
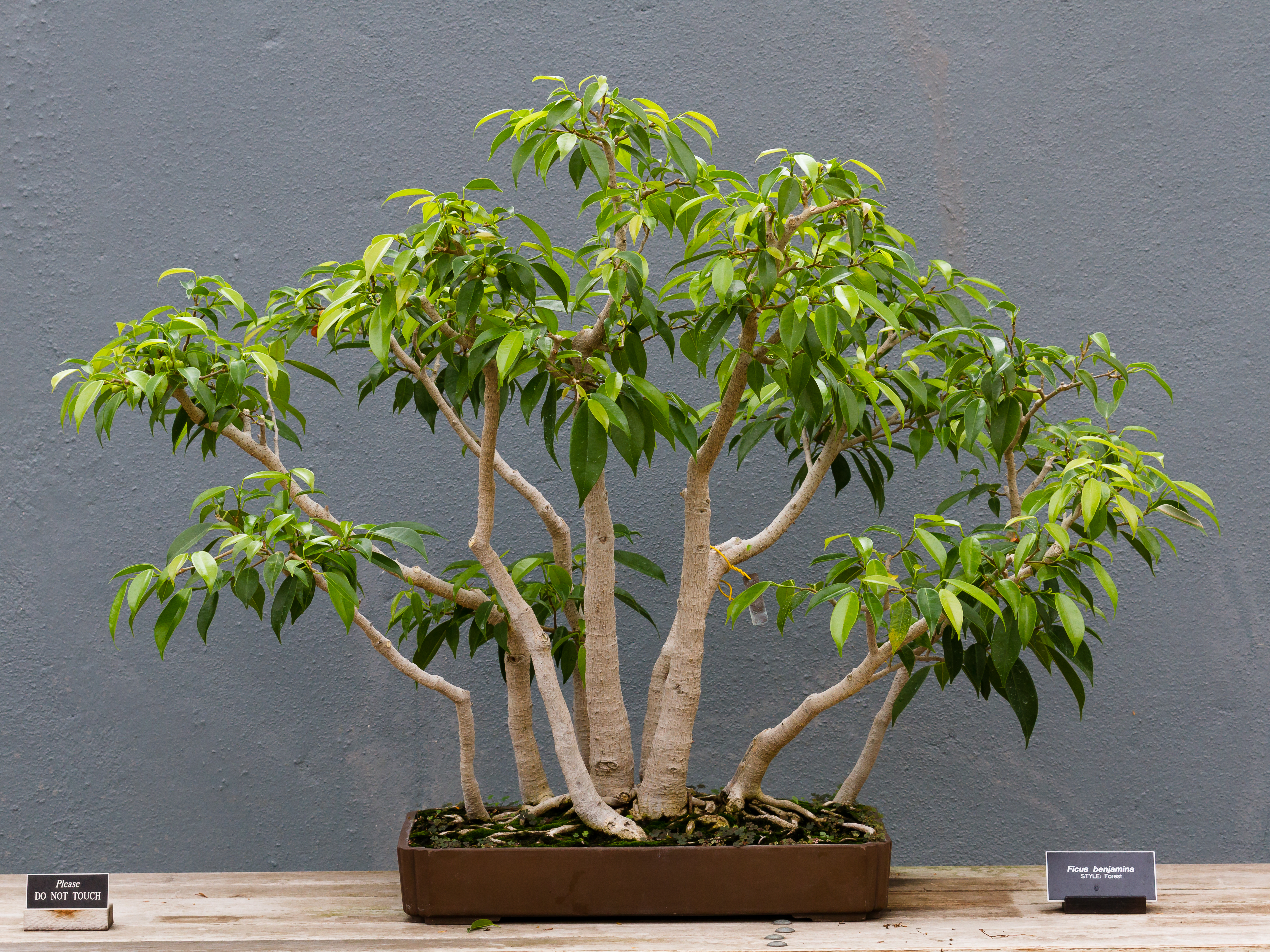
Bonsai tạo hình từ cây sanh (cây si).
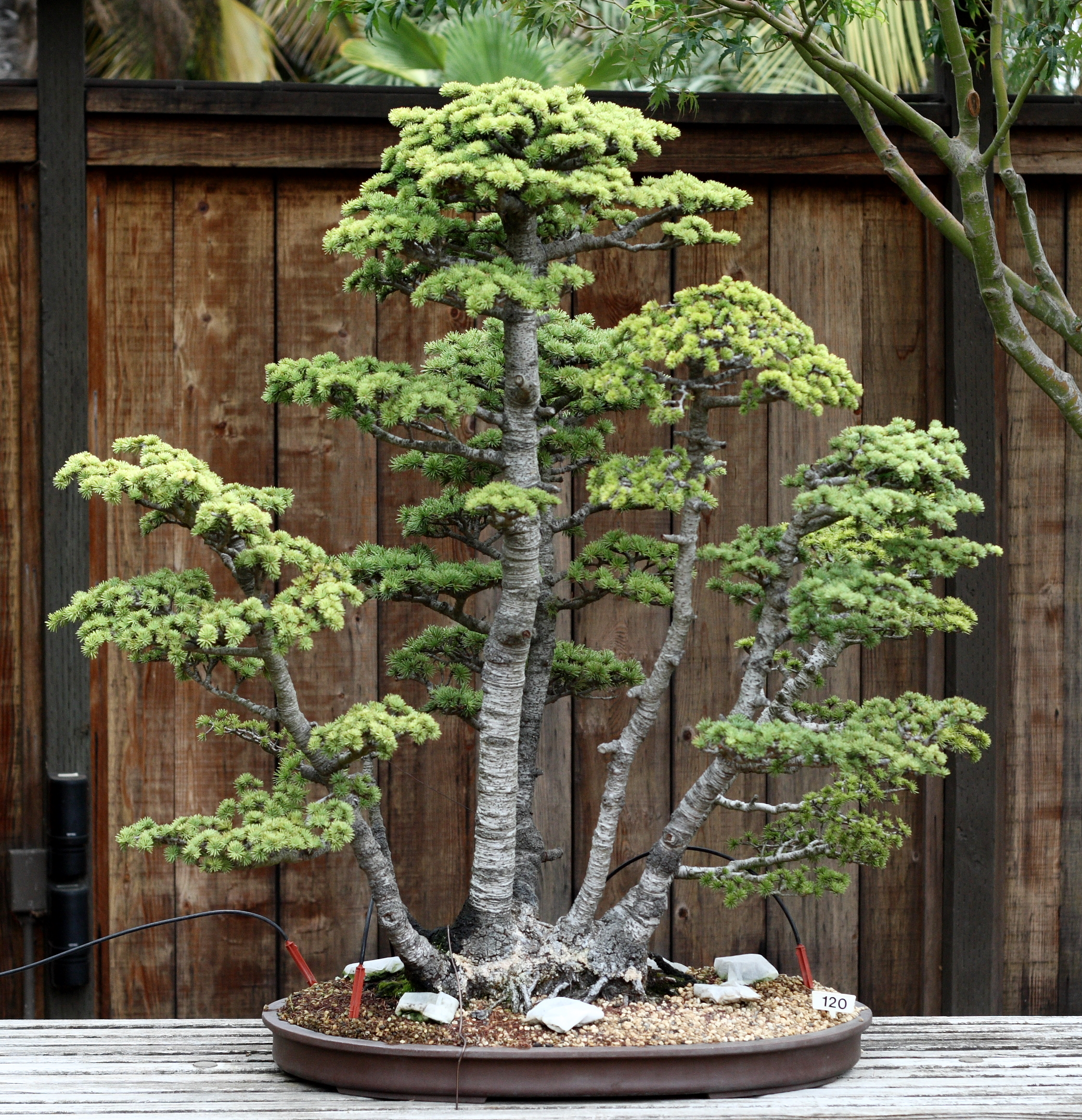
Tuyết tùng Liban
kiểu Moyogi, khoảng 50 năm tuổi, tại bảo tàng Bonsai ở Pescia, Ý.
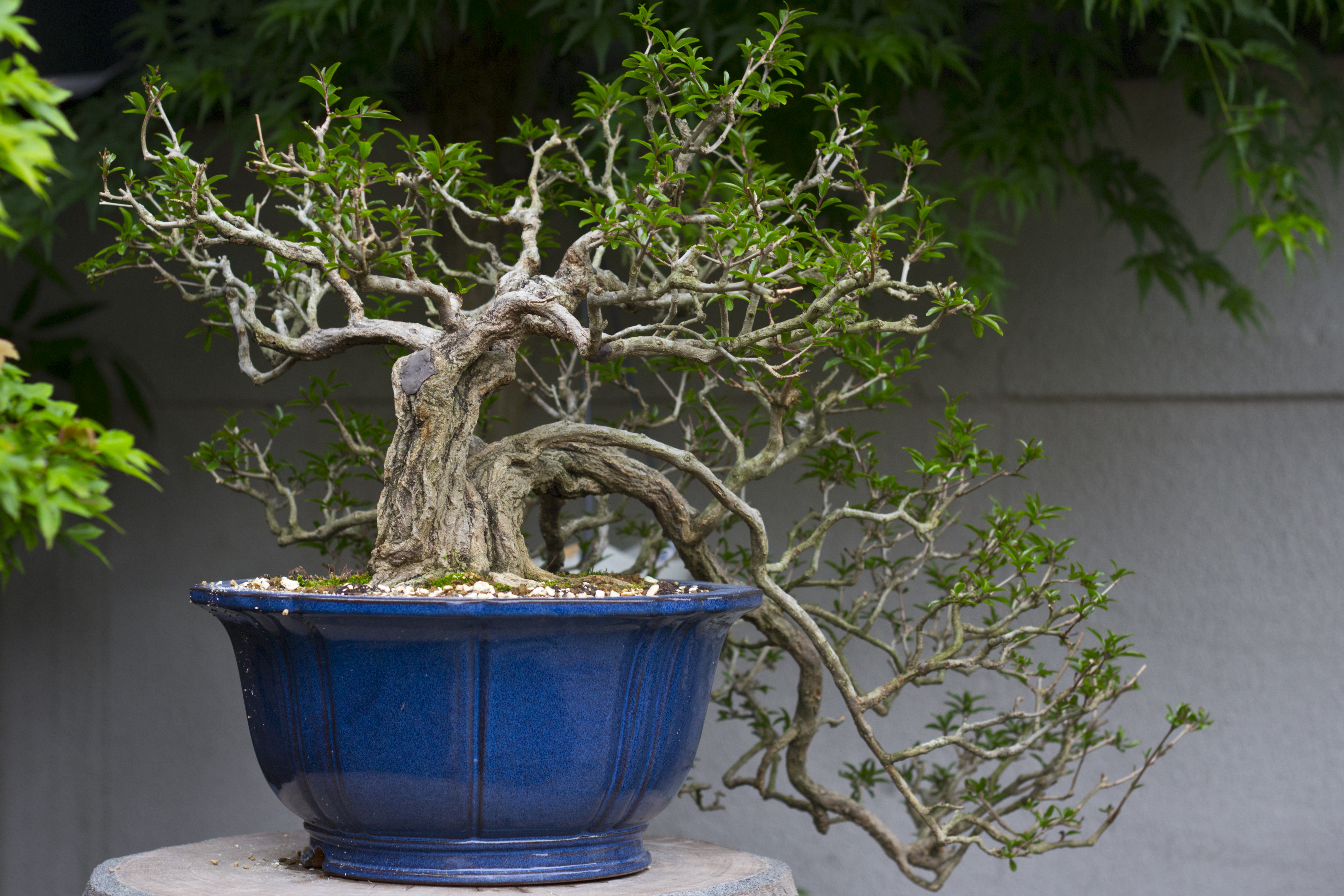
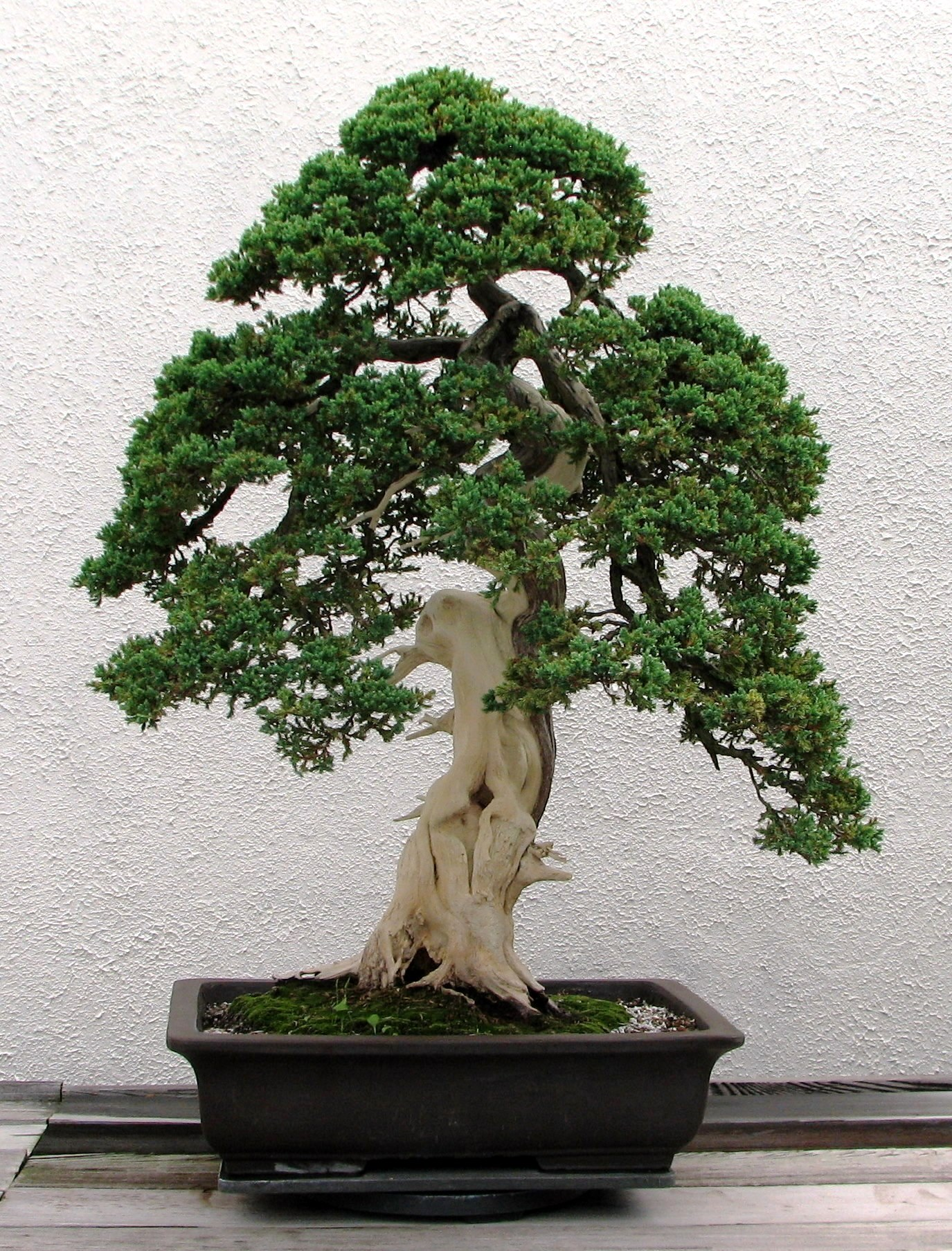
Cây Juniperus procumbens
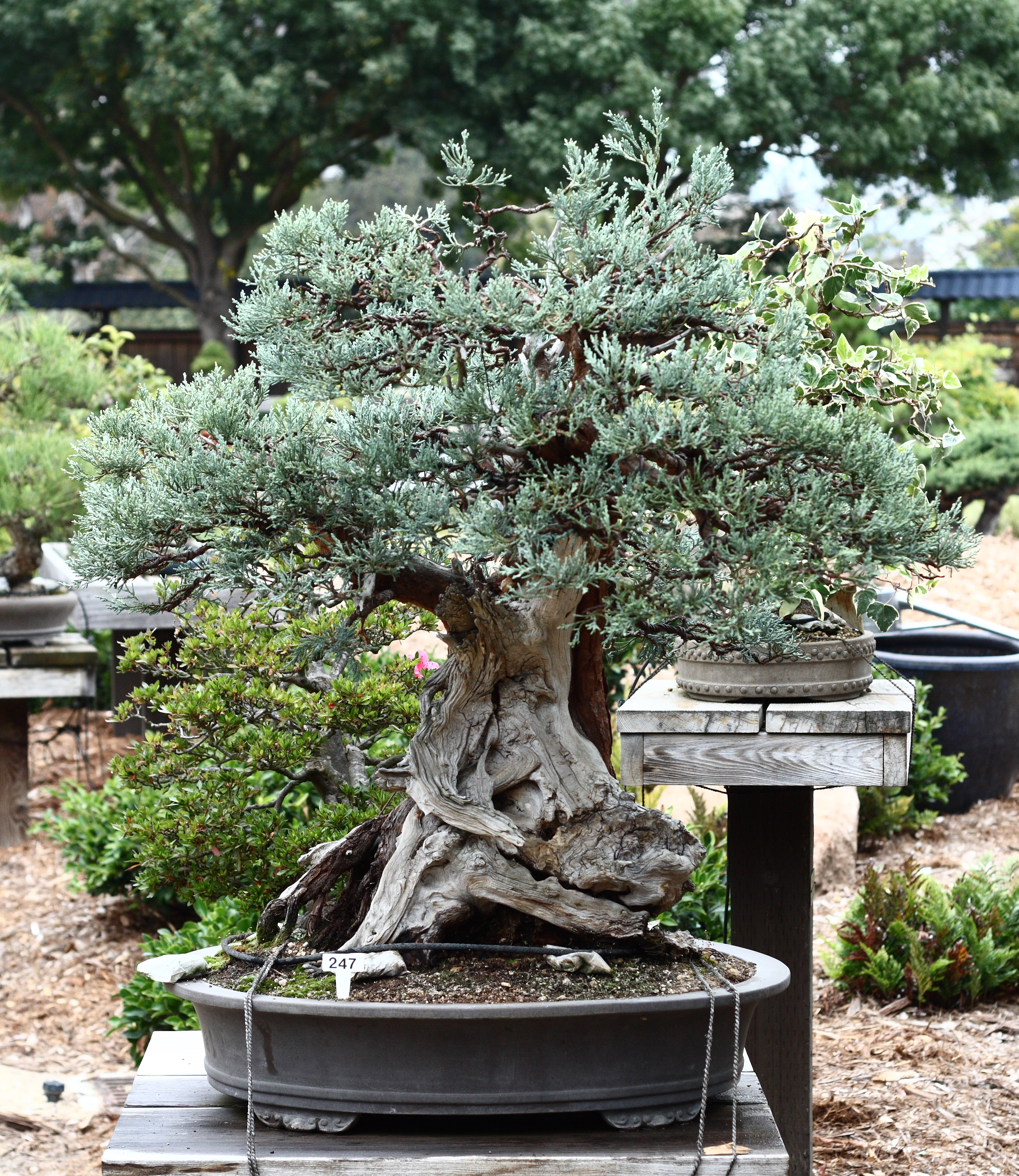
Cây Juniperus occidentalis
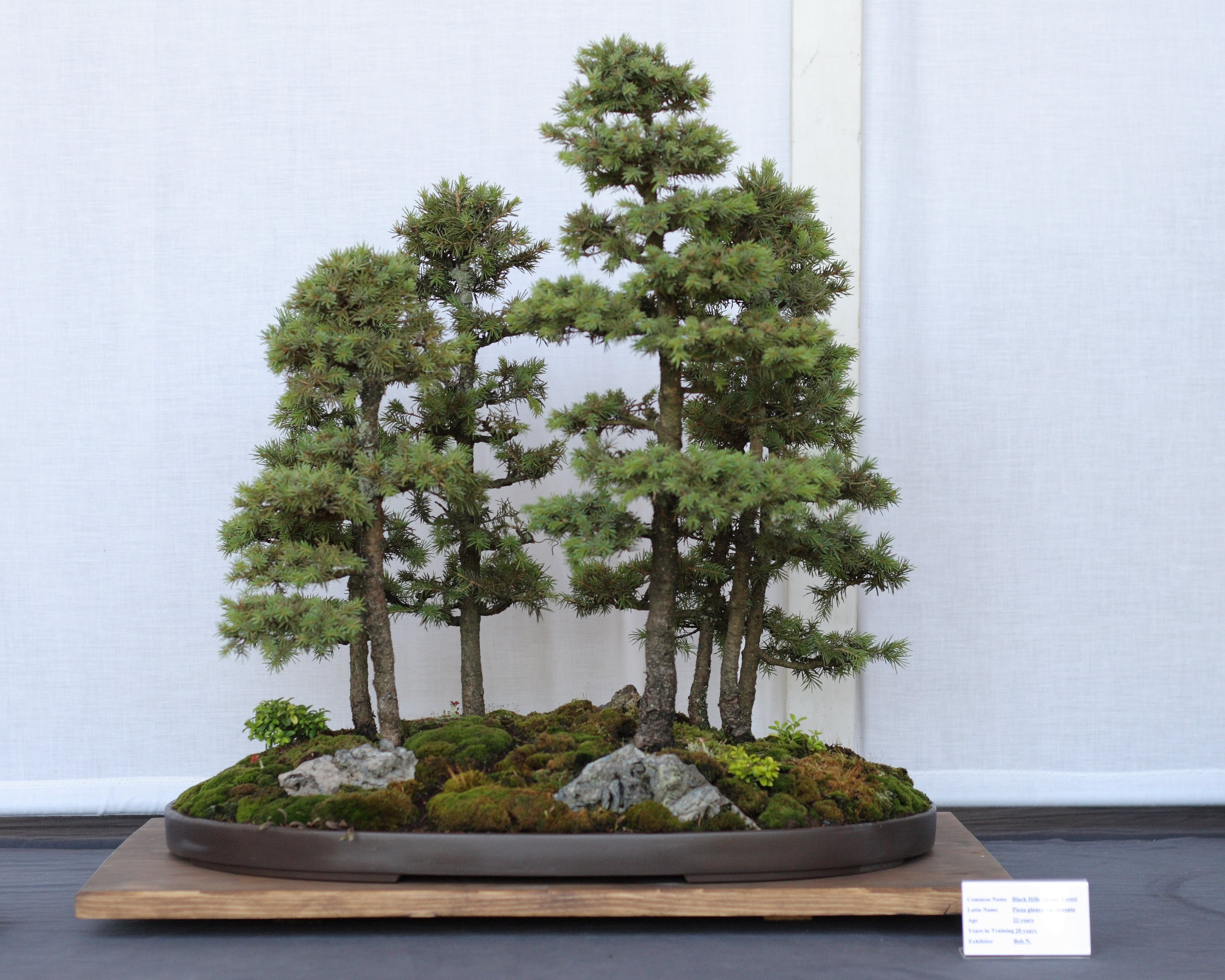
Cây Picea glauca
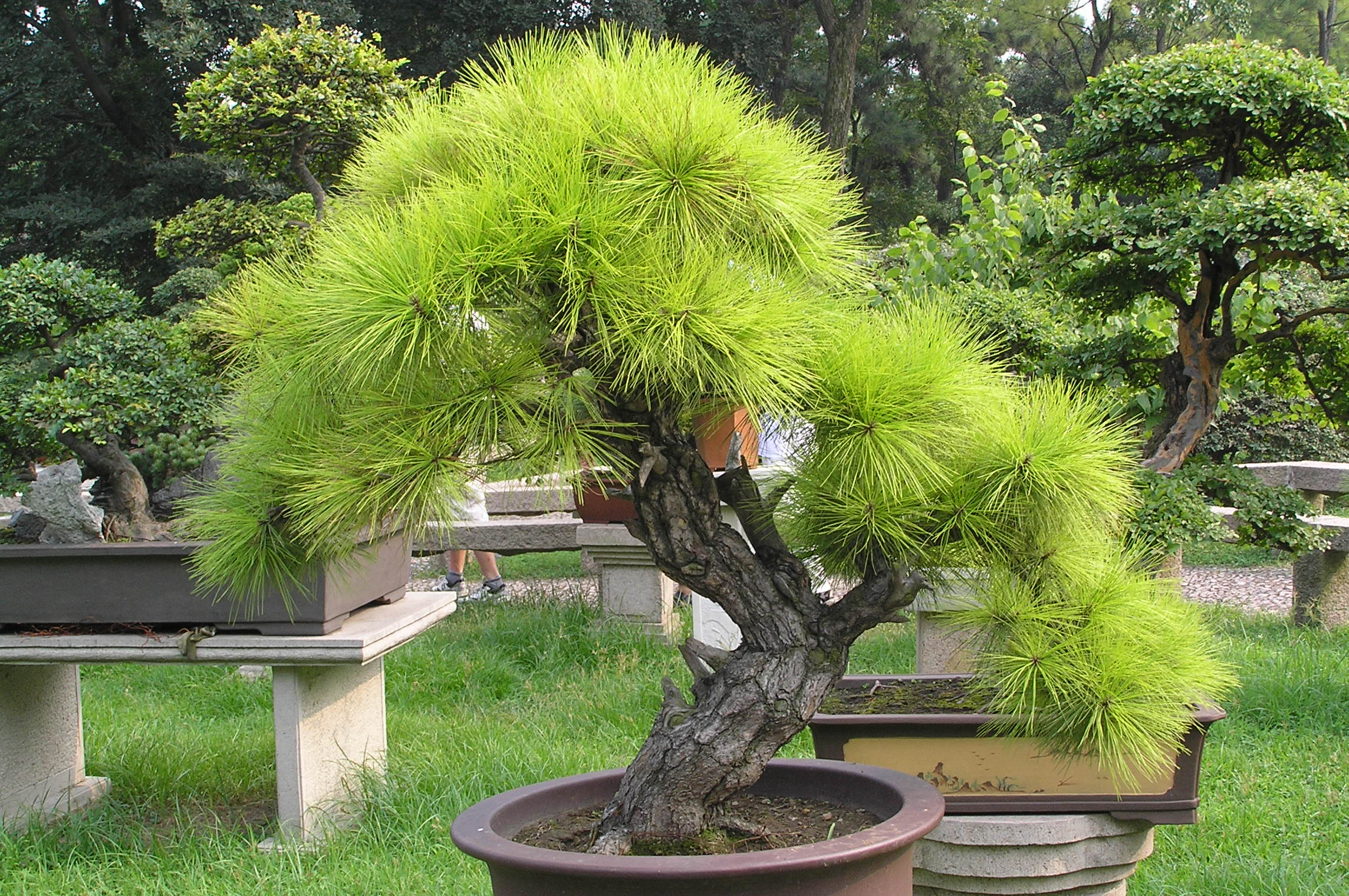
Cây thông bonsai
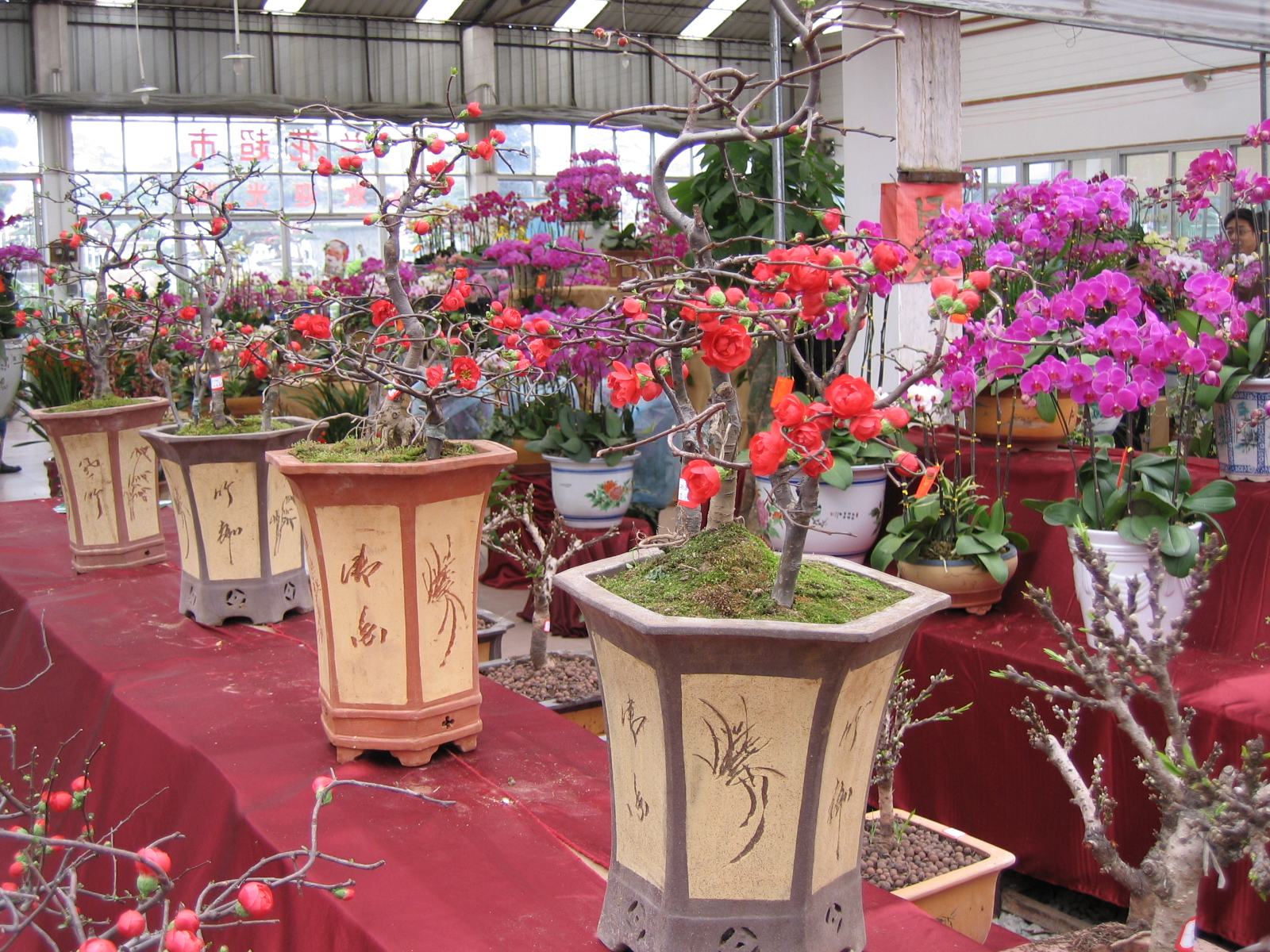
Bonsai từ thực vật có hoa
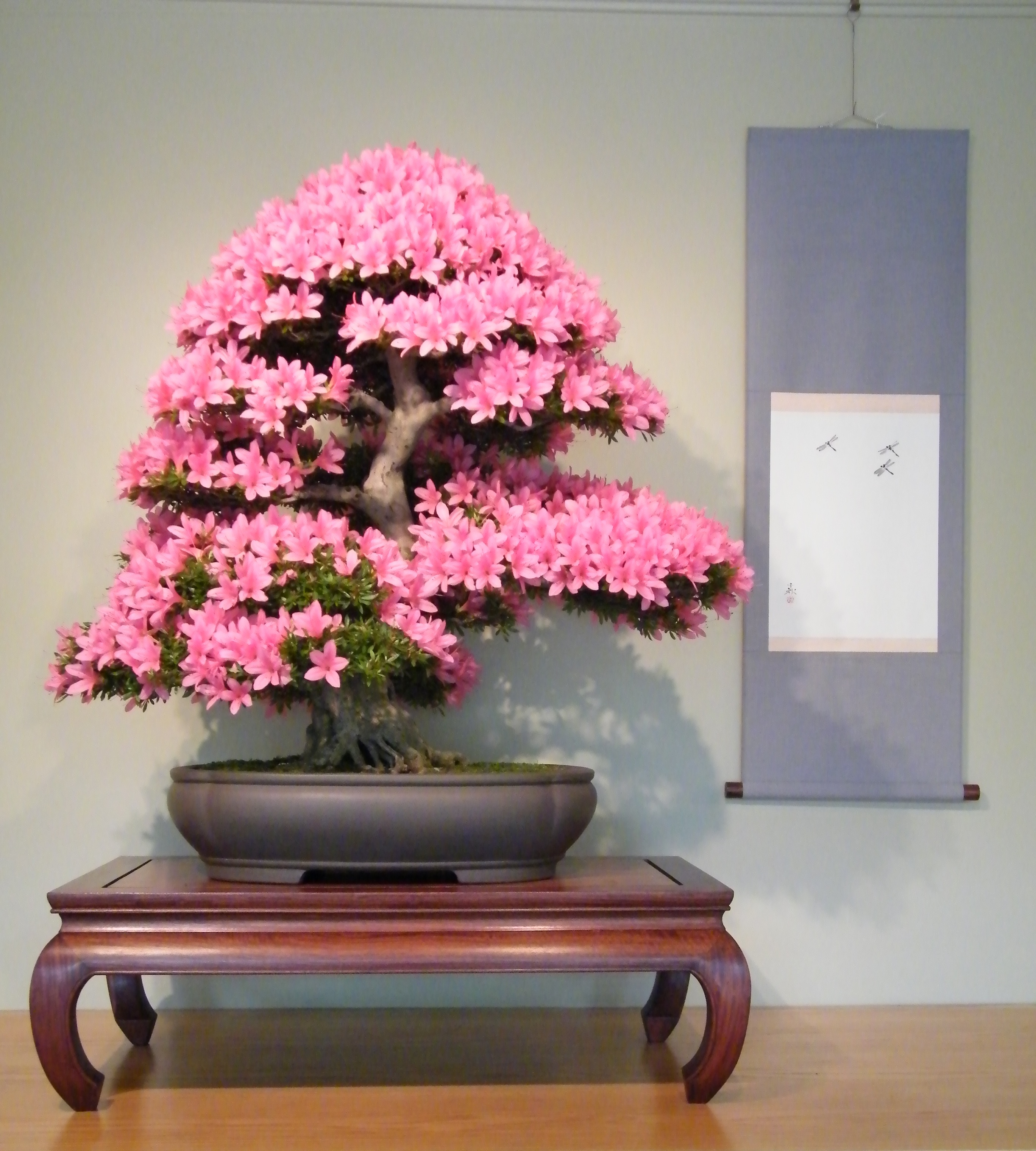
Cây đỗ quyên
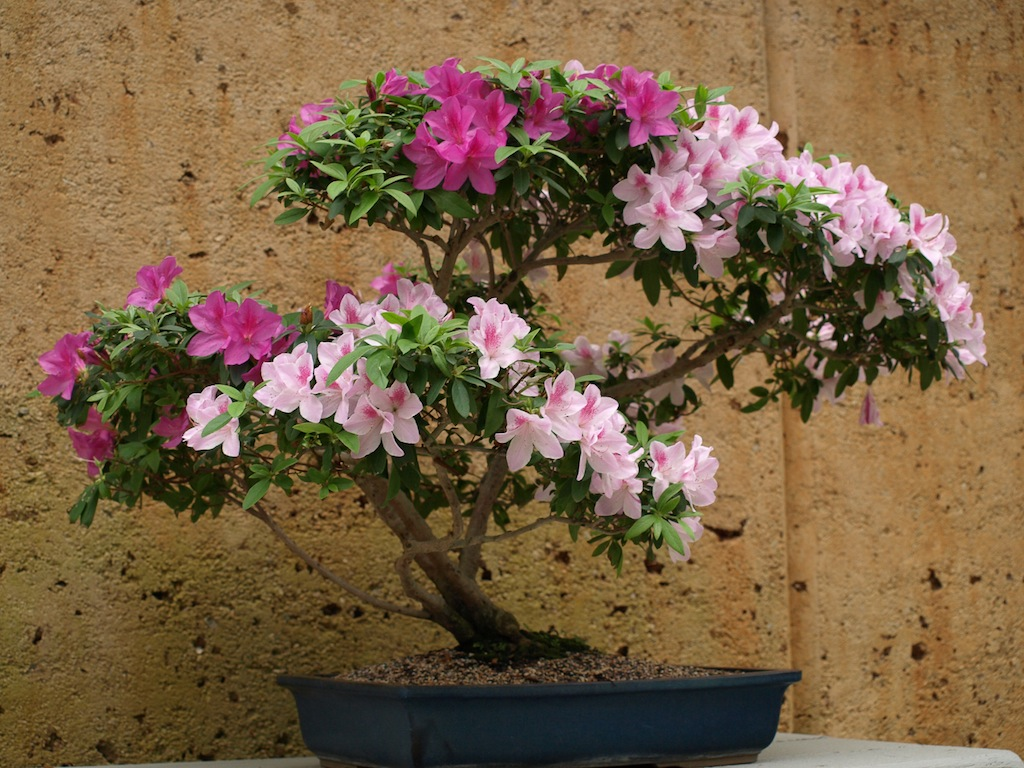
Cây đỗ quyên
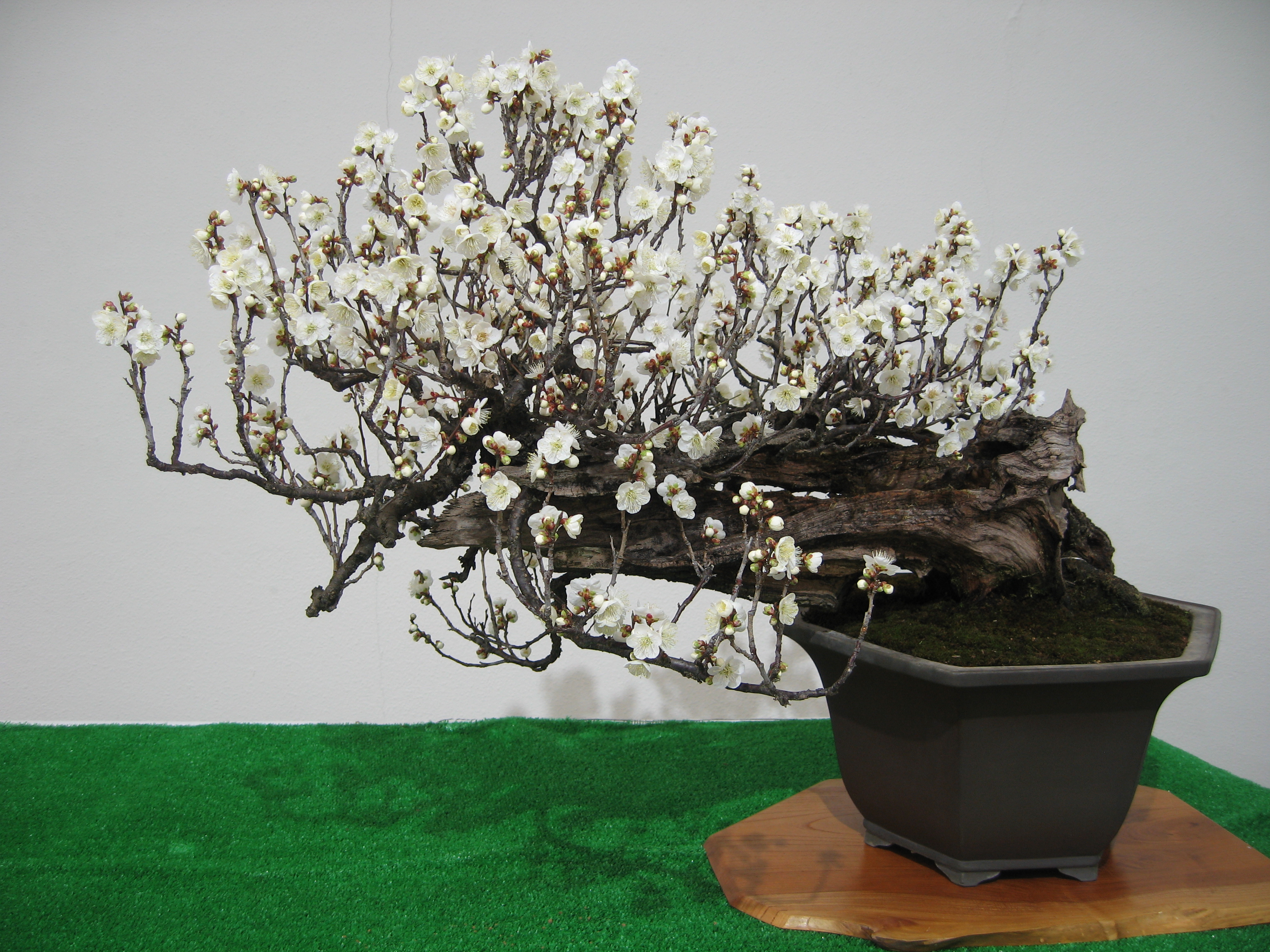
Bonsai từ cây mơ
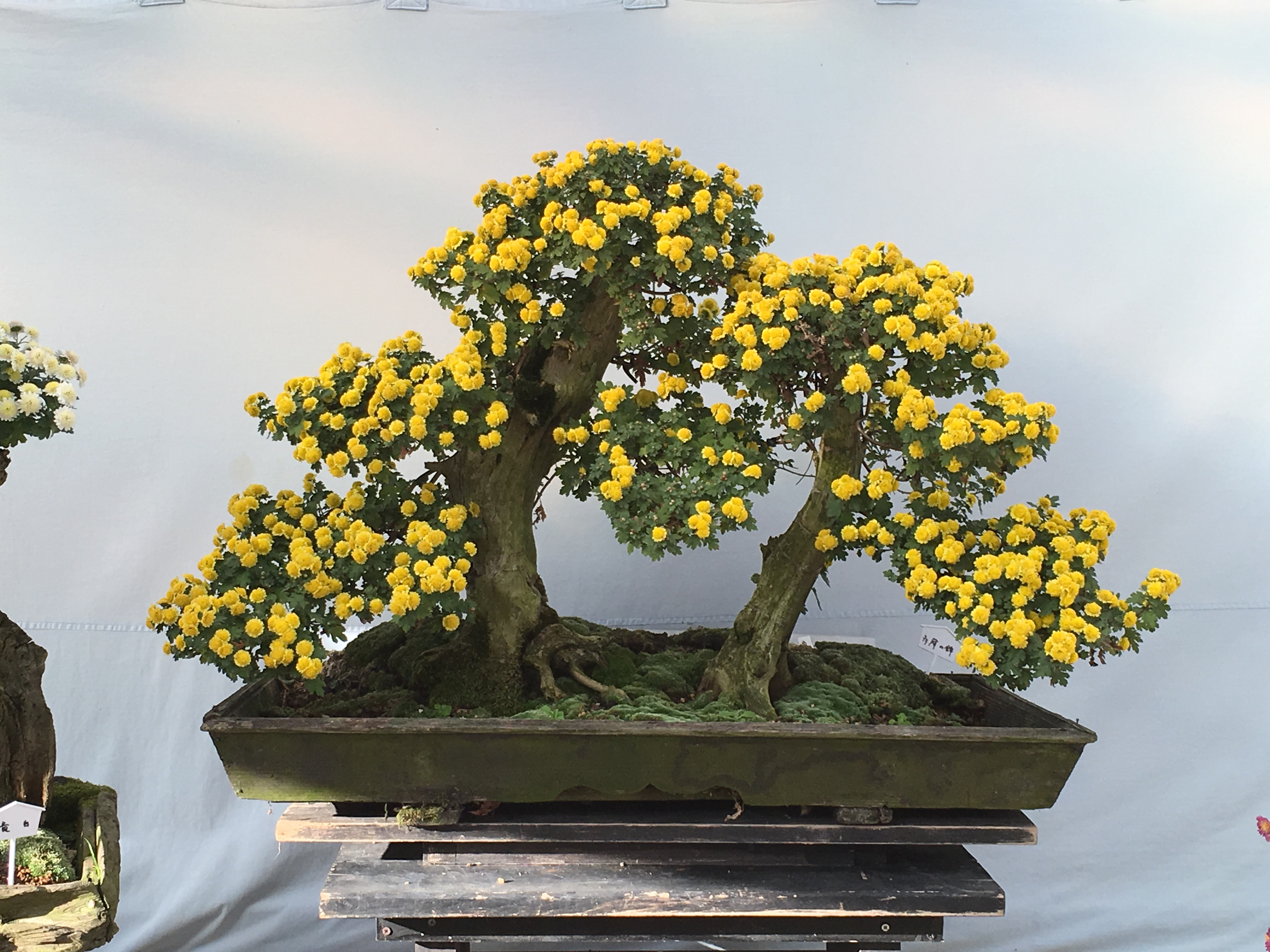
Bonsai từ hoa cúc
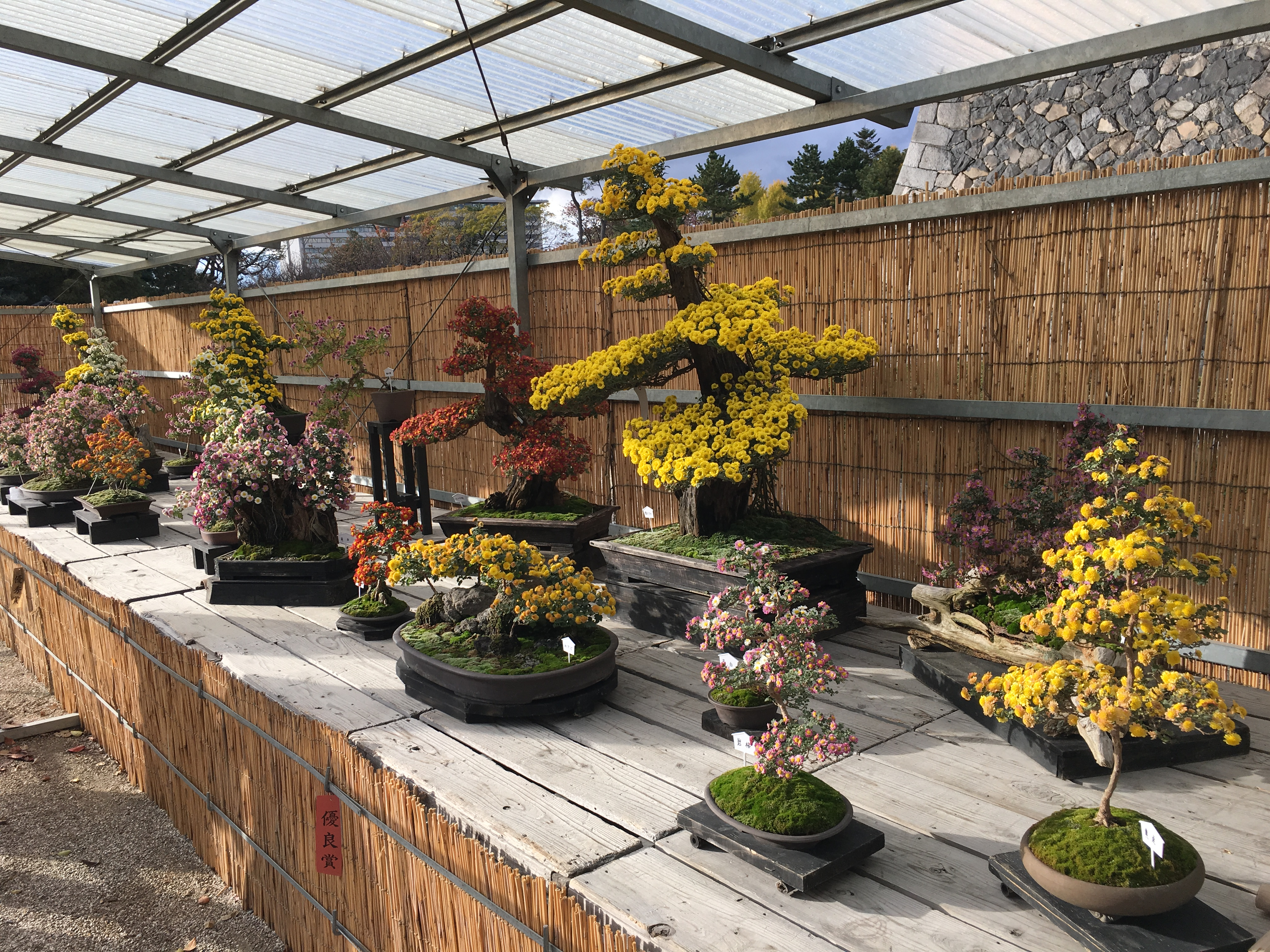
Bonsai từ hoa cúc
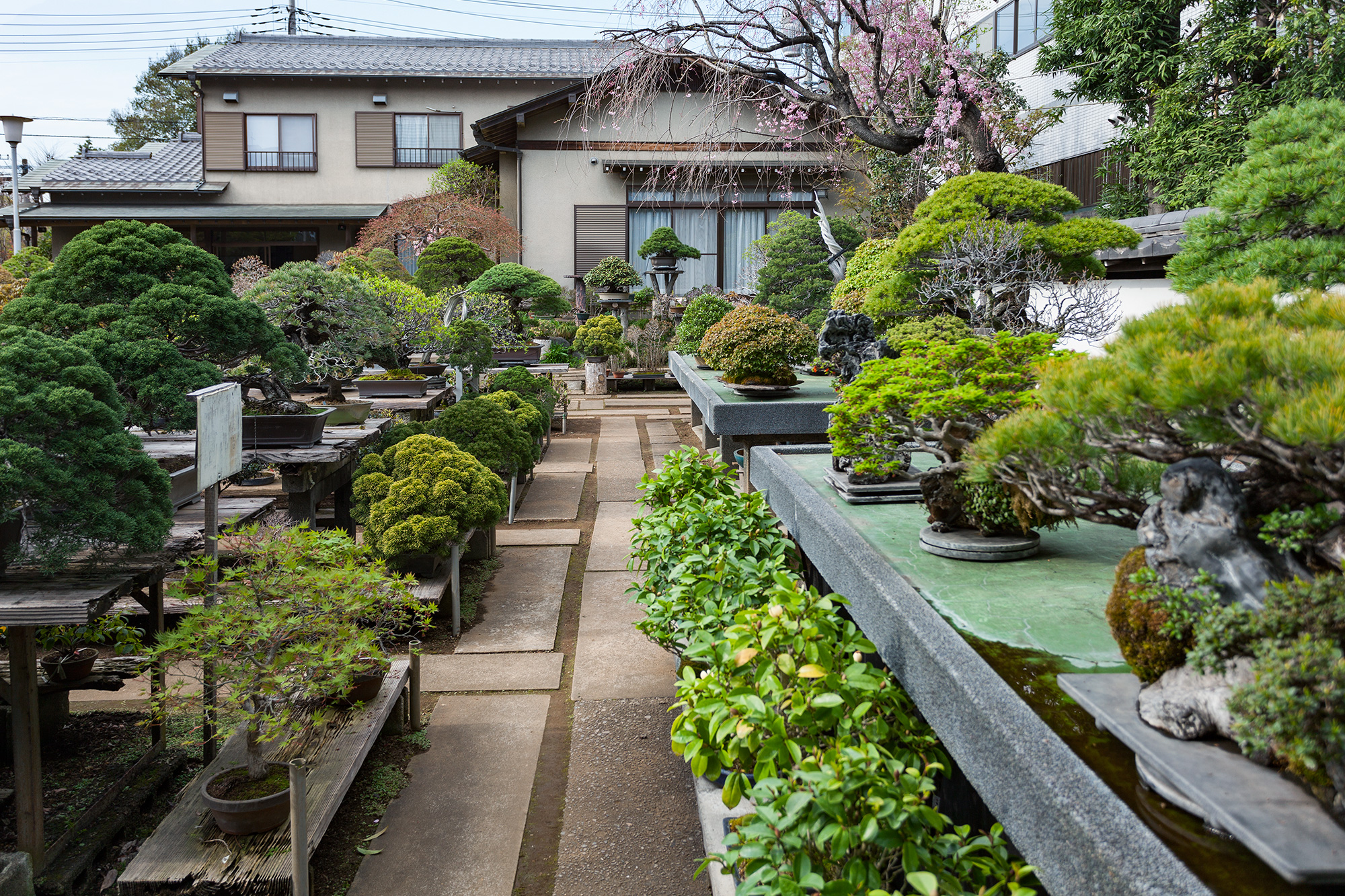
Vườn cây bonsai Ōmiya Bonsai-mura ở Saitama (thành phố), Nhật bản
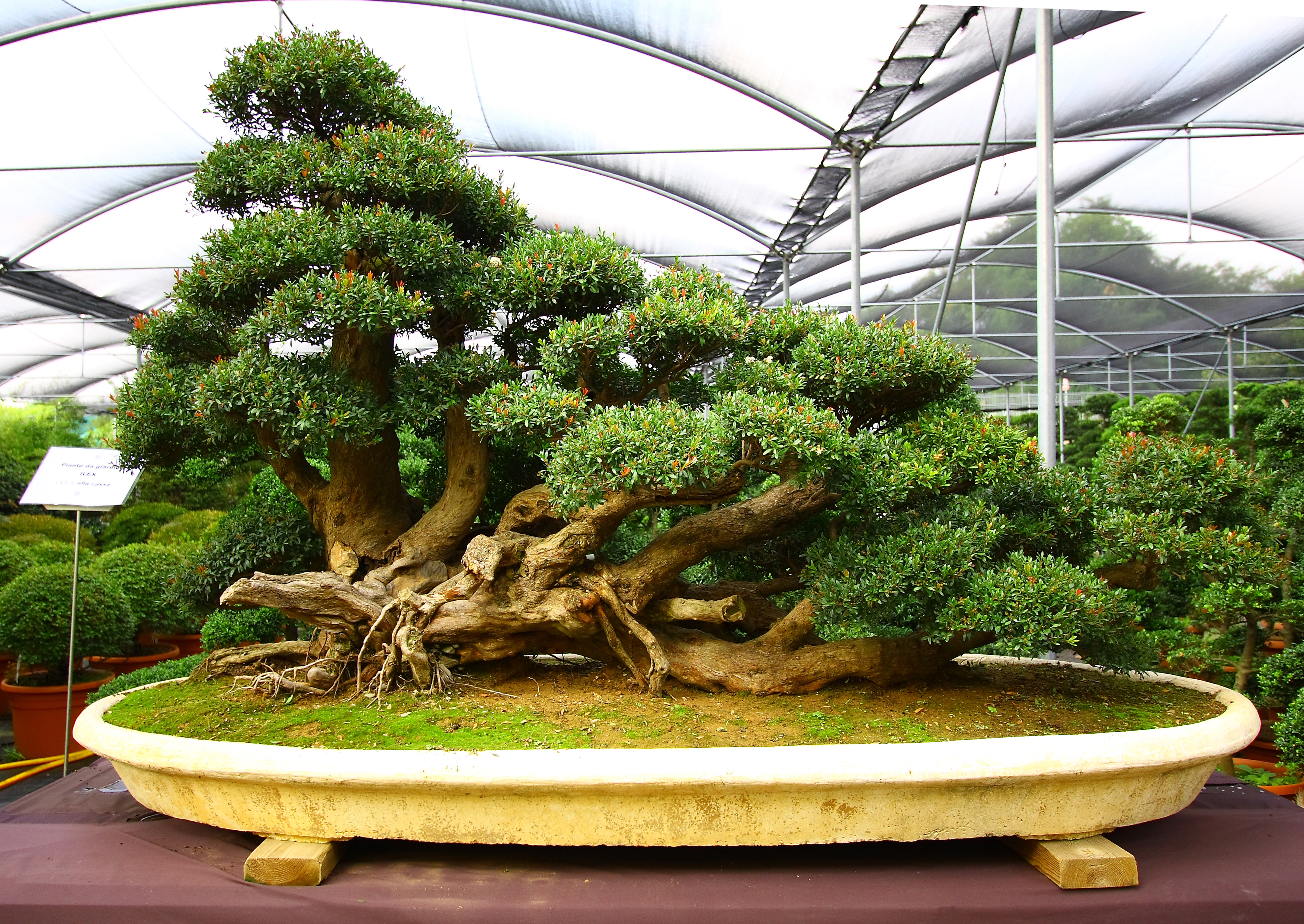

## Các địa điểm trồng bonsai nổi tiếng ở Việt Nam
- Làng văn hóa ẩm thực Nam Định
- Làng Du lịch sinh thái Điền Xá - Nam Trực - Nam Định
- Làng cây cảnh Nghi Tàm, Quảng Bá - Hà Nội
- Làng hoa Sa Đéc - Đồng Tháp
- Ngoài ra con nhiều nơi cũng bắt đầu hình thành nghề làm cây cảnh như Hà Tây cũ, Hải Dương...
- Làng hoa kiểng Cái Mơn (huyện Chợ Lách, tỉnh Bến Tre).